# Миланов, Георгий (футболист)
Гео́ргий Венцисла́вов Мила́нов (болг. Георги Венциславов Миланов; род. 19 февраля 1992, Левски, Болгария) — болгарский футболист, полузащитник бухарестского «Динамо». Играл за сборную Болгарии. Двукратный чемпион Болгарии. Дважды обладатель золотых медалей чемпионата России. Брат-близнец Георгия Илия тоже является профессиональным футболистом.
С 2009 по 2013 годы играл в болгарском «Литексе», за который сыграл более 130-и матчей. В 2013 году стал капитаном команды. В 2013 году перешёл в московский ЦСКА. С февраля по май 2016 года находился в аренде в «Грассхоппере», после чего вернулся в российский клуб. 14 мая 2018 года было объявлено, что ЦСКА не будет продлевать контракт с Георгием и тот покинет клуб.
Георгий играл во всех сборных Болгарии по возрастам, а с 2011 года Миланов вызывается в основную сборную Болгарии, и за неё он сыграл 30 матчей.

## Карьера

### Клубная

#### Ранние годы
Родился 19 февраля 1992 года и вместе со своим братом-близнецом Ильёй начал заниматься футболом в 6 лет. После игры братьев на некоторых турнирах, скауты таких клубов, как ЦСКА София, «Левски» и «Спартака» (Плевен) хотели переманить их под свои знамёна, но родители юных игроков неоднократно отвергали такие предложения. В 2004 году они побывали на просмотре в «Литексе» и стали заниматься в её академии.

#### «Литекс»
Он играл за две молодёжные команды одновременно — 1991 и 1992 годов рождения. За сезон 2008/2009 сыграл в общей сложности 75 матчей и стал определяющим игроком команд, забив несколько важных голов. После хорошей игры Георгия за молодёжную команду в феврале 2009 года наставник «Литекса» Станимир Стойлов подключил Миланова к тренировкам с основным составом. Летом Георгий принял участие во всех контрольных матчах первой команды и даже забил один гол в матче против «АДО Ден Хааг». Миланов дебютировал в официальном матче 1 августа 2009 года в суперкубке Болгарии. В первом матче в лиге 8 августа 2009 года он забил гол в ворота «Локомотива» из Мездры, а 27 августа дебютировал в еврокубках в матче против БАТЭ в четвёртом квалификационном раунде Лиги Европы. Всего за сезон 2009/10 он сыграл 28 матчей и забил 2 гола.
За следующий сезон Миланов так же провел 27 матчей в лиге, отметившись четырьмя забитыми голами. 20 июня он провёл свой первый матч в Лиге чемпионов, в котором «Литексу» противостоял черногорский «Рудар». Ну а сезон 2011/2012 годов Георгий провёл на более высоком уровне, забив 6 голов и отдав 7 голевых передач за 25 матчей лиги. Журналисты отметили большой скачок вверх в игре Миланова. Ходили слухи, что им интересовался софийский ЦСКА, но они не подтвердились.
Сезон 2012/2013 стал лучшим сезоном Миланова за время карьеры в «Литексе». Игрок забил 16 голов и отдал девять результативных передач. Игрок получил звание игрока года в Болгарии 2012 года и удостоился от журналистов сравнения с другим известным болгарским футболистом Димитаром Бербатовым. 27 октября Георгий оформил хет-трик в ворота «Монтаны». Также осенью была достигнута договорённость о переходе Георгия Миланова в московский ЦСКА. Игрока оценили в 2,75 миллиона евро. Плюс ещё € 1 млн «Литекс» мог получить, если Миланов сыграет больше 50 % матчей в чемпионате страны и Лиге чемпионов. 30 марта вышел на поле с капитанской повязкой. 25 мая провёл последний матч за «Литекс» и по его окончании получил награду лучшего игрока сезона.

#### ЦСКА (Москва)
5 июля 2013 года Миланов стал игроком ЦСКА, подписав пятилетний контракт. Капитан «Амкара» и партнёр Георгия по сборной Георгий Пеев отметил, что у Миланова есть всё, что необходимо для того, чтобы он заиграл в РФПЛ. Из-за травмы в чемпионате России он дебютировал только в пятом туре в матче против «Кубани». Уже в ноябре Леонид Слуцкий отметил, что Георгий быстро прогрессирует и уже адаптировался к реалиям чемпионата России. По окончании 2013 года Миланов получил звание игрока года Болгарии. Свой первый гол за армейцев он забил 15 марта 2014 года в матче против «Зенита» и этот гол решил исход поединка — 1:0. Этот мяч оказался единственным для болгарина в сезоне, в котором он сыграл 22 матча. Журналистами было отмечено, что сезон Миланов провёл неплохо и газетой «Спорт-Экспресс» был включен в топ-10 лучших новичков РФПЛ.
В следующем сезоне Миланов стал ключевым игроком ЦСКА, сыграв 28 матчей в чемпионате и отдав при этом 8 голевых передач. Журналисты отметили рост Георгия в игровом плане за сезон и назвали его одним из самых перспективных атакующих полузащитников Европы. 8 апреля Миланов забил свой первый гол за сезон, распечатав ворота московского «Динамо», но он не помог «армейцам» спастись от поражения. За сезон Георгий сыграл 38 матчей и забил 2 гола.
В первом матче сезона 2015/16 Миланов вышел на замену на 83-й минуте, а уже на 87-й отдал пяткой передачу на Ахмеда Мусу, который после этого забил единственный гол в матче. По ходу чемпионата Миланов перестал попадать в основной состав, довольствуясь лишь выходами на замену, и в феврале 2016 он на правах аренды перешёл в «Грассхоппер». Соглашение заключили на полгода с правом выкупа игрока. Сам футболист заявил, что по окончании соглашения вернётся в ЦСКА. Дебютировал за швейцарский клуб Георгий 21 февраля в матче чемпионата против «Сьона». Уже в следующем матче Миланов получил травму ахилла и вынуждено покинул поле. Из-за неё он пропустил три игры. Полузащитник не сумел показать себя в Швейцарии с лучшей стороны, сыграв 11 матчей, в которых он ни разу не отличился голом. По окончании аренды, в июне вернулся в ЦСКА.

### Международная карьера
Полузащитник играл во всех национальных сборных по возрастам. С 2010 года Георгий Миланов выступал за молодёжную сборную Болгарии. Дебютировал в команде 3 марта в матче отборочного турнира к чемпионату Европы против команды Черногории. 31 мая 2012 года забил первый гол за молодёжную сборную (в ворота люксембуржцев). В октябре 2010 года Миланов в составе юношеской сборной (до 19 лет) принимал участие в чемпионате Европы. Провёл на турнире все 3 матча своей команды и забил гол в ворота сборной Люксембурга.
За первую сборную Болгарии Георгий Миланов дебютировал 7 октября 2011 года в товарищеском матче со сборной Украины. 7 сентября 2012 года забил первый гол за сборную Болгарии — в отборочном матче к чемпионату мира против итальянцев. Следующий мяч он забил только 5 марта 2014 в ворота Беларуси, который помог своей сборной добиться победы. Он сыграл во всех матчах отборочного турнира к Евро-2016, куда сборная Болгарии не попала.

## Личная жизнь
Не женат, но встречается с девушкой по имени Мария Петрова, с которой познакомился ещё в Болгарии. Она владеет салоном красоты. Брат-близнец Георгия Илия тоже является профессиональным футболистом и играет на позиции защитника в болгарском клубе «Нефтохимик» и молодёжной сборной Болгарии. Миланов хорошо говорит на русском. Также любит езду на автомобилях. Его характеризуют, как отзывчивого и доброго человека. В интервью «Спорт-Экспресс» Миланов заявил, что его лучшими друзьями являются Зоран Тошич и Элвер Рахимич, а болеет Георгий за «Барселону» и лучшим игроком мира считает Лионеля Месси.

## Стиль игры
Лучшими игровыми качествами Миланова принято считать дриблинг, видение поля и скорость. Леонид Слуцкий так описал его игру: «Миланов — тонко мыслящий левоногий диспетчер, с отличным видением поля и последним пасом, а также заряженностью на комбинационные действия». Слабым звеном в игре Георгия является силовая борьба. Он является универсалом и может сыграть на любой позиции в полузащите, даже в опорной зоне, но чаще всего выступает либо на правом краю, либо на позиции центрального атакующего полузащитника. Сам игрок заявляет, что его расположение на поле для него менее значимо, чем игровое время. Также Миланов обладает сильным поставленным ударом с левой ноги и он не раз забивал голы именно дальними выстрелами.

## Статистика

### Клубная
| Клуб             | Сезон            | Чемпионат | Чемпионат | Кубок | Кубок | Суперкубок | Суперкубок | Еврокубки | Еврокубки | Всего | Всего |
| Клуб             | Сезон            | Игры      | Голы      | Игры  | Голы  | Игры       | Голы       | Игры      | Голы      | Игры  | Голы  |
| ---------------- | ---------------- | --------- | --------- | ----- | ----- | ---------- | ---------- | --------- | --------- | ----- | ----- |
| Литекс           | 2009/2010        | 27        | 2         | 3     | 1     | 0          | 0          | 1         | 0         | 31    | 3     |
| Литекс           | 2010/2011        | 27        | 4         | 4     | 1     | 0          | 0          | 5         | 0         | 36    | 5     |
| Литекс           | 2011/2012        | 25        | 6         | 1     | 0     | 1          | 0          | 6         | 0         | 33    | 6     |
| Литекс           | 2012/2013        | 27        | 16        | 6     | 3     | 0          | 0          | 0         | 0         | 33    | 19    |
| Литекс           | Итого            | 106       | 28        | 14    | 5     | 1          | 0          | 12        | 0         | 133   | 33    |
| ЦСКА             | 2013/2014        | 22        | 1         | 4     | 0     | 0          | 0          | 6         | 0         | 32    | 1     |
| ЦСКА             | 2014/2015        | 28        | 2         | 3     | 0     | 1          | 0          | 6         | 0         | 38    | 2     |
| ЦСКА             | 2015/2016        | 18        | 0         | 2     | 0     | 0          | 0          | 8         | 0         | 28    | 0     |
| → Грассхоппер    | 2015/2016        | 11        | 0         | 0     | 0     | 0          | 0          | 0         | 0         | 11    | 0     |
| → Грассхоппер    | Итого            | 11        | 0         | 0     | 0     | 0          | 0          | 0         | 0         | 11    | 0     |
| ЦСКА             |                  |           |           |       |       |            |            |           |           |       |       |
| 2016/2017        | 18               | 2         | 1         | 1     | 1     | 0          | 6          | 0         | 26        | 3     |       |
| 2017/2018        | 1                | 0         | 0         | 0     | 0     | 0          | 1          | 0         | 2         | 0     |       |
| Итого            | 87               | 5         | 10        | 1     | 2     | 0          | 27         | 0         | 126       | 6     |       |
| Всего за карьеру | Всего за карьеру | 204       | 33        | 24    | 6     | 3          | 0          | 39        | 0         | 270   | 39    |

### Международная
| Матчи Миланова за сборную Болгарии | Матчи Миланова за сборную Болгарии | Матчи Миланова за сборную Болгарии | Матчи Миланова за сборную Болгарии | Матчи Миланова за сборную Болгарии | Матчи Миланова за сборную Болгарии | Матчи Миланова за сборную Болгарии |
| №                                  | Дата                               | Оппонент                           | Счёт                               | Голы Миланова                      | Соревнование                       |                                    |
| ---------------------------------- | ---------------------------------- | ---------------------------------- | ---------------------------------- | ---------------------------------- | ---------------------------------- | ---------------------------------- |
| 1                                  | 7 октября 2011                     | Украина                            | 0:3                                | -                                  | Товарищеский матч                  |                                    |
| 2                                  | 29 февраля 2012                    | Венгрия                            | 1:1                                | -                                  | Товарищеский матч                  |                                    |
| 3                                  | 27 мая 2012                        | Нидерланды                         | 2:1                                | -                                  | Товарищеский матч                  |                                    |
| 4                                  | 16 августа 2012                    | Кипр                               | 1:0                                | -                                  | Товарищеский матч                  |                                    |
| 5                                  | 7 сентября 2012                    | Италия                             | 2:2                                | 1                                  | Отборочный матч ЧМ—2014            |                                    |
| 6                                  | 11 сентября 2012                   | Армения                            | 1:0                                | -                                  | Отборочный матч ЧМ-2014            |                                    |
| 7                                  | 12 октября 2012                    | Дания                              | 1:1                                | -                                  | Отборочный матч ЧМ-2014            |                                    |
| 8                                  | 16 октября 2012                    | Чехия                              | 0:0                                | -                                  | Отборочный матч ЧМ-2014            |                                    |
| 9                                  | 14 ноября 2012                     | Украина                            | 0:1                                | -                                  | Товарищеский матч                  |                                    |
| 10                                 | 22 марта 2013                      | Мальта                             | 6:0                                | -                                  | Отборочный матч ЧМ-2014            |                                    |
| 11                                 | 26 марта 2013                      | Дания                              | 1:1                                | -                                  | Отборочный матч ЧМ-2014            |                                    |
| 12                                 | 30 мая 2013                        | Япония                             | 2:0                                | -                                  | Товарищеский матч                  |                                    |
| 13                                 | 14 августа 2013                    | Македония                          | 0:2                                | -                                  | Товарищеский матч                  |                                    |
| 14                                 | 10 сентября 2013                   | Мальта                             | 2:1                                | -                                  | Отборочный матч ЧМ-2014            |                                    |
| 15                                 | 11 октября 2013                    | Армения                            | 1:2                                | -                                  | Отборочный матч ЧМ-2014            |                                    |
| 16                                 | 15 октября 2013                    | Чехия                              | 0:1                                | -                                  | Отборочный матч ЧМ-2014            |                                    |
| 17                                 | 5 марта 2014                       | Беларусь                           | 2:1                                | 1                                  | Товарищеский матч                  |                                    |
| 18                                 | 23 мая 2014                        | Канада                             | 1:1                                | -                                  | Товарищеский матч                  |                                    |
| 19                                 | 9 сентября 2014                    | Азербайджан                        | 2:1                                | -                                  | Отборочный матч ЧЕ—2016            |                                    |
| 20                                 | 10 октября 2014                    | Хорватия                           | 0:1                                | -                                  | Отборочный матч ЧЕ—2016            |                                    |
| 21                                 | 13 октября 2014                    | Норвегия                           | 1:2                                | -                                  | Отборочный матч ЧЕ—2016            |                                    |
| 22                                 | 16 ноября 2014                     | Мальта                             | 1:1                                | -                                  | Отборочный матч ЧЕ—2016            |                                    |
| 23                                 | 28 марта 2015                      | Италия                             | 2:2                                | -                                  | Отборочный матч ЧЕ—2016            |                                    |
| 24                                 | 12 июня 2015                       | Мальта                             | 1:0                                | -                                  | Отборочный матч ЧЕ—2016            |                                    |
| 25                                 | 3 сентября 2015                    | Норвегия                           | 0:1                                | -                                  | Отборочный матч ЧЕ—2016            |                                    |
| 26                                 | 6 сентября 2015                    | Италия                             | 1:0                                | -                                  | Отборочный матч ЧЕ—2016            |                                    |
| 27                                 | 10 октября 2015                    | Хорватия                           | 3:0                                | -                                  | Отборочный матч ЧЕ—2016            |                                    |
| 28                                 | 13 октября 2015                    | Азербайджан                        | 2:0                                | -                                  | Отборочный матч ЧЕ—2016            |                                    |
| 29                                 | 3 июня 2016                        | Япония                             | 2:7                                | -                                  | Кубок Кирин                        |                                    |
| 30                                 | 7 июня 2016                        | Дания                              | 0:4                                | -                                  | Кубок Кирин                        |                                    |
| 31                                 | 6 сентября 2016                    | Люксембург                         | 4:3                                | -                                  | Отборочный матч ЧМ—2018            |                                    |
| 32                                 | 7 октября 2016                     | Франция                            | 1:4                                | -                                  | Отборочный матч ЧМ—2018            |                                    |
| 33                                 | 10 октября 2016                    | Швеция                             | 0:3                                | -                                  | Отборочный матч ЧМ—2018            |                                    |
| 34                                 | 13 ноября 2016                     | Беларусь                           | 1:0                                | -                                  | Отборочный матч ЧМ—2018            |                                    |
| 35                                 | 9 июня 2017                        | Беларусь                           | 1:2                                | -                                  | Отборочный матч ЧМ—2018            |                                    |

Итого: 35 матчей / 2 голов; 12 побед, 8 ничьих, 15 поражений.
| Болгария         | Год              | Отборочные матчи ЧМ | Отборочные матчи ЧМ | Финальные матчи ЧМ | Финальные матчи ЧМ | Отборочные матчи ЧЕ | Отборочные матчи ЧЕ | Финальные матчи ЧЕ | Финальные матчи ЧЕ | Товарищеские матчи | Товарищеские матчи | Всего | Всего |
| Болгария         | Год              | Игры                | Голы                | Игры               | Голы               | Игры                | Голы                | Игры               | Голы               | Игры               | Голы               | Игры  | Голы  |
| ---------------- | ---------------- | ------------------- | ------------------- | ------------------ | ------------------ | ------------------- | ------------------- | ------------------ | ------------------ | ------------------ | ------------------ | ----- | ----- |
| Болгария         | 2011             | 0                   | 0                   | 0                  | 0                  | 0                   | 0                   | 0                  | 0                  | 1                  | 0                  | 1     | 0     |
| Болгария         | 2012             | 4                   | 1                   | 0                  | 0                  | 0                   | 0                   | 0                  | 0                  | 4                  | 0                  | 8     | 1     |
| Болгария         | 2013             | 5                   | 0                   | 0                  | 0                  | 0                   | 0                   | 0                  | 0                  | 2                  | 0                  | 7     | 0     |
| Болгария         | 2014             | 0                   | 0                   | 0                  | 0                  | 4                   | 0                   | 0                  | 0                  | 2                  | 1                  | 6     | 1     |
| Болгария         | 2015             | 1                   | 0                   | 0                  | 0                  | 6                   | 0                   | 0                  | 0                  | 0                  | 0                  | 6     | 0     |
| Болгария         | 2016             | 3                   | 0                   | 0                  | 0                  | 0                   | 0                   | 0                  | 0                  | 2                  | 0                  | 6     | 0     |
| Болгария         | 2017             | 1                   | 0                   | 0                  | 0                  | 0                   | 0                   | 0                  | 0                  | 0                  | 0                  | 1     | 0     |
| Всего за карьеру | Всего за карьеру | 15                  | 1                   | 0                  | 0                  | 10                  | 0                   | 0                  | 0                  | 11                 | 1                  | 35    | 2     |

## Достижения

### Командные
Литекс
- Чемпион Болгарии (2): 2009/10, 2010/11
- Обладатель Суперкубка Болгарии (1): 2010

 ЦСКА
- Чемпион России (2): 2013/14, 2015/16
- Серебряный призёр чемпионата России (2): 2014/15, 2016/17
- Обладатель Суперкубка России (1) : 2014

### Личные
- Молодой игрок года в Болгарии (1): 2012
- Лучший футболист Болгарии (1): 2012